# Suzy Favor Hamilton
Suzy Favor Hamilton (n. 8 august 1968, Stevens Point, Wisconsin, SUA) este o fostă atletă olimpică americană de fond. A concurat la 1992, 1996 și 2000. 

## Biografie
Suzy Favor s-a născut în 1968 la Stevens Point, Wisconsin, în familia Conrad și Rachel (Skundberg) Favor. A absolvit Universitatea din Wisconsin-Madison în 1991.

## Carieră
Favor a început să alerge la vârsta de nouă ani. A urmat și a concurat la Stevens Point Area Senior High, absolvind în 1986. A fost deținătoarea recordului american de juniori la 1500 m și a câștigat 3 titluri naționale de juniori în liceu. A fost desemnată de revista Scholastic Sports ca fiind unul dintre cei mai buni 100 de atleți de liceu ai secolului și a fost inclusă în US National High School Sports Hall of Fame în 2010. 
La nivel profesionist, Favor a participat la Jocurile Olimpice de vară din 1992, 1996 și 2000, terminând pe locul 11 în cursa de calificare la 1500 de metri în 1992 și pe locul 4 în cursa de calificare la 800 de metri în 1996. Ea a ajuns în finala probei de 1500 de metri în 2000 cu al doilea cel mai bun timp de calificare (cu 1/100 de secundă mai lent decât cel mai bun timp al viitorului câștigător). Deși a condus până în ultimul tur al finalei, ea a dezvăluit ulterior că s-a împiedicat în mod deliberat pe pistă.

## Realizări
| An   | Competiție                     | Locație                 | Loc        | Eveniment | Note    |
| ---- | ------------------------------ | ----------------------- | ---------- | --------- | ------- |
| 1986 | Campionatul Mondial de Juniori | Atena, Grecia           | 9          | 1500 m    | 4:23,83 |
| 1989 | Universiada                    | Duisburg, Germania      | 2          | 1500 m    | 4:14,92 |
| 1991 | Campionatul Mondial            | Tokio, Japonia          | 30         | 1500 m    | 4:15,54 |
| 1992 | Jocurile Olimpice              | Barcelona, Spania       | 32         | 1500 m    | 4:22,36 |
| 1995 | Campionatul Mondial            | Göteborg, Suedia        | 13         | 1500 m    | 4:10,28 |
| 1996 | Jocurile Olimpice              | Barcelona, Spania       | 20         | 800 m     | 2:00,47 |
| 1997 | Campionatul Mondial în sală    | Paris, Franța           | 9          | 1500 m    | 4:10,82 |
| 1997 | Campionatul Mondial            | Atena, Grecia           | 13         | 1500 m    | 4:07,19 |
| 1998 | Goodwill Games                 | New York, Statele Unite | 3          | milă      | 4:22,93 |
| 2000 | Jocurile Olimpice              | Barcelona, Spania       | 12         | 1500 m    | 4:23,05 |
| 2001 | Campionatul Mondial            | Edmonton, Canada        | semifinală | 1500 m    | NT      |
| 2002 | Campionatul Mondial de Cros    | Dublin, Irlanda         | 5          | 4,208 km  | 13:47   |
| 2002 | Campionatul Mondial de Cros    | Dublin, Irlanda         | 6          | echipe    | 13:47   |

## Controverse
În decembrie 2012, după ce a fost confruntată de un reporter, Favor Hamilton a recunoscut că a lucrat ca escortă. Favor a declarat că decizia ei de a deveni escortă a fost luată sub influența medicamentelor antidepresive, a unui diagnostic greșit de tulburare bipolară și cu implicarea totală a fostului ei soț de acum. Ea a menționat efectele sinuciderii fratelui ei, Dan, în 1999, asupra stării sale. Aflase de la terapeutul ei că antidepresivul pe care îl lua o pusese într-o stare maniacă, spunând: "Nu a fost Suzy. Tot încerc să subliniez că nu am fost eu. A fost boala". Acum este artistă și a scris cartea de memorii Fast Girl despre vindecarea de tulburarea bipolară.

## Viață personală
Favor s-a căsătorit în 1991 cu Mark Hamilton, un fost aruncător în echipa de baseball a universității; au divorțat în 2021. Favor are o fiică și locuiește în Hermosa Beach, California.